# Ingi Þorsteinsson
Þórarinn Ingi Þorsteinsson (ur. 24 lutego 1930 w Reykjavíku, zm. 23 marca 2006 w Fossvogur) – islandzki lekkoatleta (płotkarz i sprinter).

## Lata młodości
Był synem inżyniera Þorsteina Þórarinssona i Þóry Einarsdóttir. Ukończył administrację biznesu na Uniwersytecie Islandzkim. Wraz z ojcem prowadził sklep, a następnie nadzorował pracę w jednym z salonów dziewiarskich w Akranes.

## Kariera
W 1952 wystartował na igrzyskach olimpijskich, na których wystąpił w biegu na 110 i 400 m przez płotki oraz sztafecie 4 × 100 m. W biegu na 110 m ppł odpadł w pierwszej rundzie, zajmując 4. miejsce w swoim biegu eliminacyjnym z czasem 15,6 s. W biegu na 400 m ppł także odpadł w pierwszej rundzie, plasując się na ostatniej, 5. pozycji w swoim biegu eliminacyjnym z czasem 56,5 s. Sztafeta 4 × 100 m z Þorsteinssonem w składzie również odpadła w pierwszej rundzie, w której została zdyskwalifikowana. Był najmłodszym reprezentantem Islandii na tych igrzyskach.
Kilkakrotny medalista mistrzostw Islandii. W 1948 zdobył srebro na 400 m ppł i brąz w sztafecie 4 × 400 m. W 1950 wywalczył złoto na 400 m ppł. W 1951 zwyciężył na 110 i 400 m ppł. W 1954 powtórzył osiągnięcie sprzed trzech lat. W 1958 zdobył srebro na 400 m ppł, a w 1959 wywalczył srebrny medal na 110 m ppł.
Reprezentował klub KR Reykjavík.

## Losy po zakończeniu kariery
Po zakończeniu kariery wyjechał do Anglii, a następnie do Afryki, gdzie mieszkał m.in. w Tanzanii, na Mauritiusie i w Kenii, po czym wrócił do Anglii. W Tanzanii przez pięć lat pełnił funkcję dyrektora generalnego jednego z zakładów przemysłowych. Był też konsulem generalnym Islandii w stolicy Kenii, Nairobi.

## Śmierć i pogrzeb
Zmarł 23 marca 2006 w szpitalu uniwersyteckim w Fossvogur. Został pochowany tydzień później w Neskirkja w Reykjavíku.

## Życie prywatne
6 września 1955 poślubił Fjólę Þorvaldsdóttir (ur. 1 listopada 1931), z którą miał syna Þorsteinna Skúliego, informatyka z zawodu (ur. 28 lipca 1960). Miał też syna Ingiego Lúðvíka Tómasa (ur. 11 lutego 1984) z Ugandyjką Yunie Kalule.